# Dromtön
Dromtön vagy Dromtönpa Gyelve Dzsungne (tibeti: འབྲོམ་སྟོན་པ་རྒྱལ་བའི་འབྱུང་གནས་, 1004 vagy 1005–1064) Atísa buddhista mester legfőbb tanítványa volt, a tibeti buddhista kadam iskola és a Reting kolostor alapítója.

## Élete
Dromtön Tolung megyében született a buddhizmus második tibeti terjesztésének időszakában. Apja Kusen Jakserpen (szku gsen jag gser 'phen), anyja Kuoza Lencsikma (khu 'od bza' lan gcsig ma) volt." Az apja nevében a szkugsen arra utal, hogy a bon hagyományban fontos személynek számított. 1042-ben kezdett buddhista hittant oktatni Tibetben.
Dromtönt Avalókitésvara 45. reinkarnációjának tekintik Tibetben, aki egy fontos bódhiszattva (viszonyításképpen az 1. dalai láma, Gedun Trupa, az 51. reinkarnációnak számít).
Dromtön 1056-ban alapította a Reting kolostort a Reting Campo-völgyben, Lhászától északra. Ez lett a kadam vonal székhelye, ahol később Atísa több ereklyéje is megőrzésre került.
Dromtönpa tanítványa, Csekava Jese Dordzse foglalta először össze Atísa bódhicsitta gyakorlatokkal kapcsolatos tanításainak lényegét írásos formában, a címe A tudat művelésének hét pontja.